# Black Water (film)
Pour les articles homonymes, voir Black Water.
Série Black Water
Black Water: Abyss
(2020)
Pour plus de détails, voir Fiche technique et Distribution.
Black Water est un film australien réalisé par David Nerlich et Andrew Traucki, sorti en 2007.

## Synopsis
Grace, son petit ami Adam et sa sœur cadette Lee décident de partir en vacances dans le nord de l'Australie. Partis pêcher dans la mangrove, leur embarcation chavire brusquement. Après la disparition de leur guide, ils comprennent qu'ils viennent d'être attaqués par un crocodile et se réfugient dans un arbre. Assiégés par le reptile et ne voyant pas les secours arriver, leurs chances de survie s'amenuisent au fil du temps.

## Fiche technique
- Titre : Black Water
- Réalisation : David Nerlich et Andrew Traucki
- Scénario : David Nerlich et Andrew Traucki
- Production : Paul Cowan, Michelle Harrison, Germaine McCormack-Kos, Michael Robertson, Gary Rogers et Chris Wheeldon
- Sociétés de production : The Australian Film Commission
- Budget : 700 000 dollars américains (514 000 euros)
- Musique : Rafael May
- Photographie : John Biggins
- Montage : Rodrigo Balart
- Décors : Aaron Crothers
- Costumes : Justine Seymour
- Pays d'origine : Australie
- Format : Couleurs - 1,85:1 - Dolby Digital - 35 mm
- Genre : Aventure, drame, horreur et thriller
- Durée : 90 minutes
- Dates de sortie : 3 août 2007 (festival de Nuremberg), 24 janvier 2008 (Fantastic'Arts), 24 avril 2008 (Australie), 3 juin 2008 (sortie vidéo France)

## Distribution
- Diana Glenn : Grace
- Maeve Dermody : Lee
- Andy Rodoreda : Adam
- Ben Oxenbould : Jim
- Fiona Press : Pat

## Autour du film
- Black Water est sorti la même année que Solitaire (2007), un autre film d'horreur australien mettant en scène un groupe de touristes assiégés par un crocodile.
- Ce film est basé sur une histoire vraie[1].

## Distinctions
- Prix du meilleur réalisateur et de la meilleure photographie, lors du Festival du film underground de Melbourne en 2007.